# Angelica von Hofsten
Anna Angelica von Hofsten, född 5 juli 1926 i Stockholm, död 20 januari 2007 i Uppsala, var en svensk botaniker. Hon var dotter till professor Sven Odén och sedan 1949 gift med professor Bengt von Hofsten (1928–1992).
Angelica von Hofsten blev filosofie kandidat 1951, filosofie licentiat 1957, filosofie doktor 1964 och docent i botanik vid Uppsala universitet samma år. Hon var delegerad i planeringsberedningen vid Universitets- och högskoleämbetet  1985–1987. Hon publicerade ett tiotal vetenskapliga arbeten rörande svampsläktet Ophiostoma och ägnade sig åt elektronmikroskopi. von Hofsten är begravd på Uppsala gamla kyrkogård.